# Venus Palermo
Venus Isabelle Palermo (* 8. Februar 1997) ist eine Webvideoproduzentin, die unter dem Künstlernamen Venus Angelic (deutsch: engelhafte Venus)
einen YouTube-Kanal betreibt. Bekannt wurde sie durch ihr Video How to look like a doll (deutsch: Wie man wie eine Puppe aussieht). Mit einer Coverversion von I Love It (Icona Pop) erreichte sie Platz 71 der britischen Singlecharts.

## Leben
Palermo wuchs im deutschsprachigen Teil der Schweiz auf und spricht neben Deutsch und Schweizerdeutsch als ihrer Muttersprache auch Englisch. Des Weiteren spricht sie Spanisch, da sie einige Zeit, zusammen mit ihrer Mutter in Spanien lebte und erlernte autodidaktisch Japanisch und Koreanisch.
Aktuell lebt Palermo mit ihrem japanischen Ehemann in Japan.

## Karriere
Bereits als Kind wurde Palermo gesagt, dass sie aufgrund ihrer großen Augen und ihres kleinen Mundes wie eine Puppe aussehe. Im März 2012 lud sie ihr Video How to look like a doll hoch, was sie im Internet als lebendige Puppe bekannt machte. Mittlerweile hat ihr Video über 15 Millionen Klicks (Stand: Juni 2017).
Palermo trat ebenso in der amerikanischen Doku-Serie My Strange Addiction (deutsch: Meine seltsame Sucht) in der Folge I'm A Living Doll (deutsch: Ich bin eine lebendige Puppe) auf.
Allgemein produziert Palermo auf ihrem Kanal hauptsächlich Videos zum Thema Beauty, Japan und ihrem Alltag.